# Женская сборная Бразилии по софтболу
Женская национальная сборная Бразилии по софтболу — представляет Бразилию на международных софтбольных соревнованиях. Управляющей организацией выступает Конфедерация бейсбола и софтбола Бразилии (порт. Confederação Brasileira de Beisebol e Softbol).

## Результаты выступлений

### Чемпионаты мира
| Год        | Победы         | Поражения      | Место          |
| ---------- | -------------- | -------------- | -------------- |
| 1965—2014  | не участвовали | не участвовали | не участвовали |
| 2016       | 4              | 4              | 11             |
| 2018—н. в. | не участвовали | не участвовали | не участвовали |

### Панамериканские чемпионаты по софтболу
| Год       | Победы         | Поражения      | Место          |
| --------- | -------------- | -------------- | -------------- |
| 1987—1994 | не участвовали | не участвовали | не участвовали |
| 1997      |                |                | ??             |
| 2001      | 4              | 4              | 8              |
| 2005      |                |                | 10             |
| 2009      | 5              | 4              | 9              |
| 2013      | 5              | 3              | 6              |
| 2017      | 5              | 4              | 8              |
| 2022      |                |                | 9              |

### Панамериканские игры
| Год       | Победы         | Поражения      | Место          |
| --------- | -------------- | -------------- | -------------- |
| 1979—2003 | не участвовали | не участвовали | не участвовали |
| 2007      | 1              | 3              | 7              |
| 2011      | не участвовали | не участвовали | не участвовали |
| 2015      | 2              | 4              | 4              |
| 2011      | не участвовали | не участвовали | не участвовали |

### Южноамериканские игры
| Год  | Победы         | Поражения      | Место          |
| ---- | -------------- | -------------- | -------------- |
| 1994 | ??             | ??             | ??             |
| 2002 |                |                | 2              |
| 2010 | не участвовали | не участвовали | не участвовали |